# Język manambu
Język manambu – język papuaski używany w prowincji Sepik Wschodni w Papui-Nowej Gwinei, w trzech wsiach w rejonie rzeki Sepik; 2 tys. użytkowników (2003).
Opracowano opis jego gramatyki (Alexandra Aikhenvald). Jest zapisywany alfabetem łacińskim.